# Jardim Botânico de Sucumi

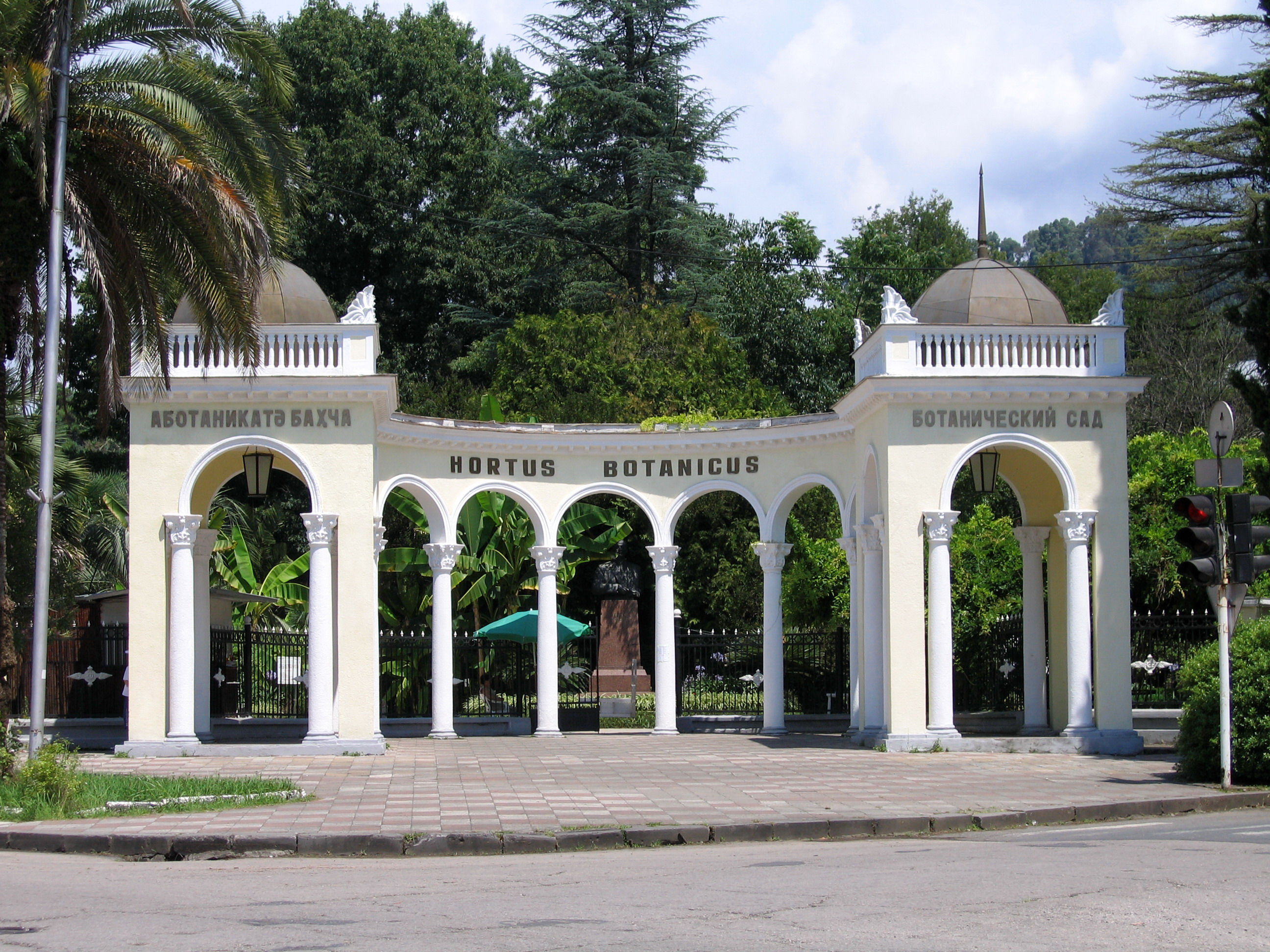
Entrada para o Jardim Botânico

O Jardim Botânico de Sucumi é um dos mais antigos jardins botânicos no Cáucaso. Situa-se na cidade de Sucumi, na Abecásia. Foi fundado em 1840 com o nome de Jardim Botânico-Militar de Sukhum-Kale e com o propósito de introduzir novas plantas na região (principalmente chá e citrinos). O jardim foi destruído em 1853-1855 1877-1878 no desenvolvimento da guerra russo-turca. O jardim passou para as autoridades civis e a restauração começou em 1894.
O Jardim Botânico de Sucumi continuou a desenvolver-se durante o governo soviético e foi finalmente transformado em instituto de pesquisa botânica da Academia de Ciências. Mais de 4.500 espécies foram colecionadas no jardim, incluindo 1.200 tropicais.
O jardim sofreu muito durante a Guerra da Abecásia.